# 이동빈
이동빈(1990년 9월 29일 ~ )은 대한민국의 희극 배우이다.

## 출연작

### 방송
- 웃찾사 (SBS)